# Coleopora seriata
Coleopora seriata är en mossdjursart som först beskrevs av Ferdinand Canu och Ray Smith Bassler 1929.  Coleopora seriata ingår i släktet Coleopora och familjen Teuchoporidae. Inga underarter finns listade i Catalogue of Life.